# St. Mariä Geburt (Eschlbach)

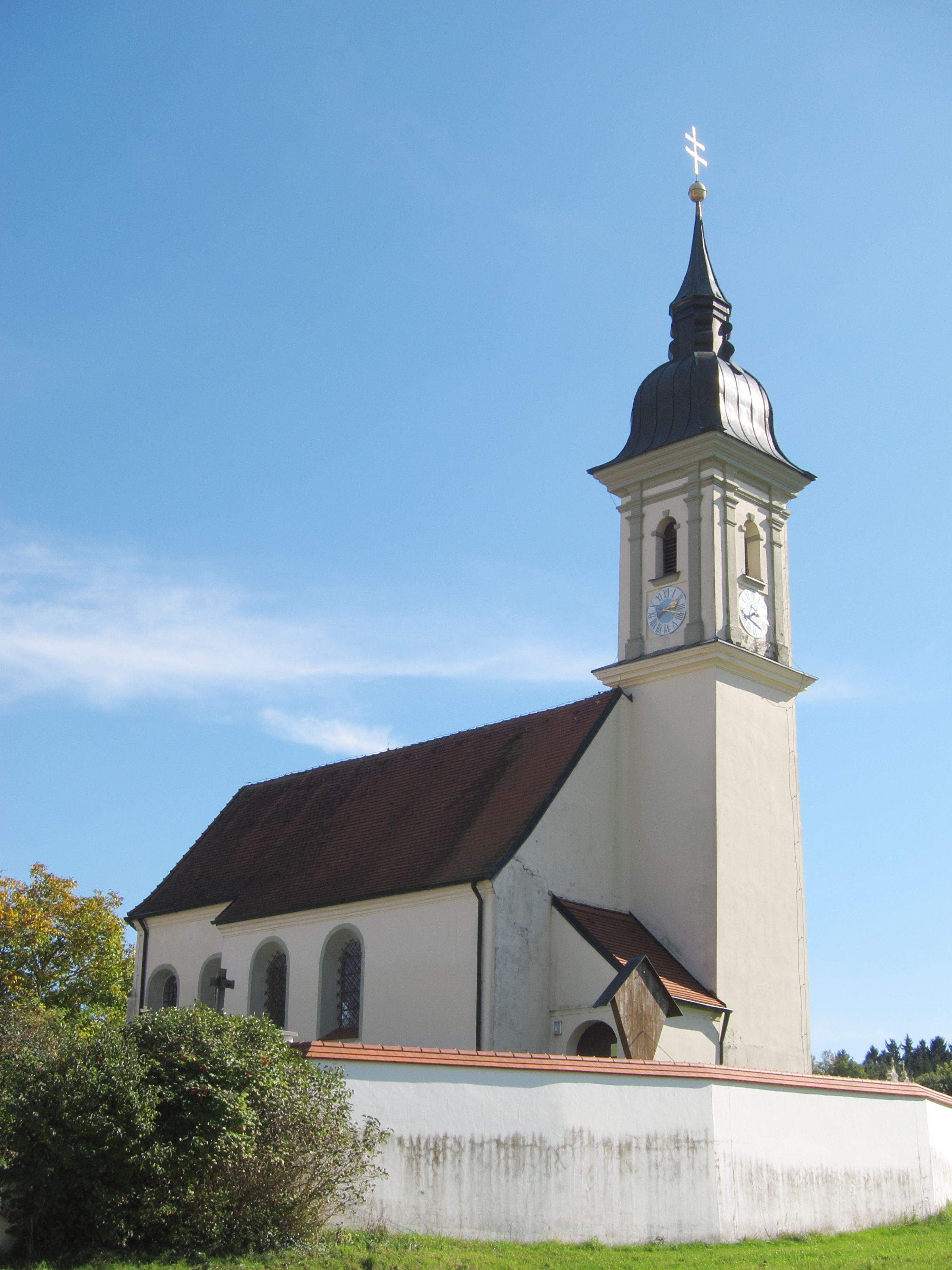
St. Mariä Geburt von Nordwest

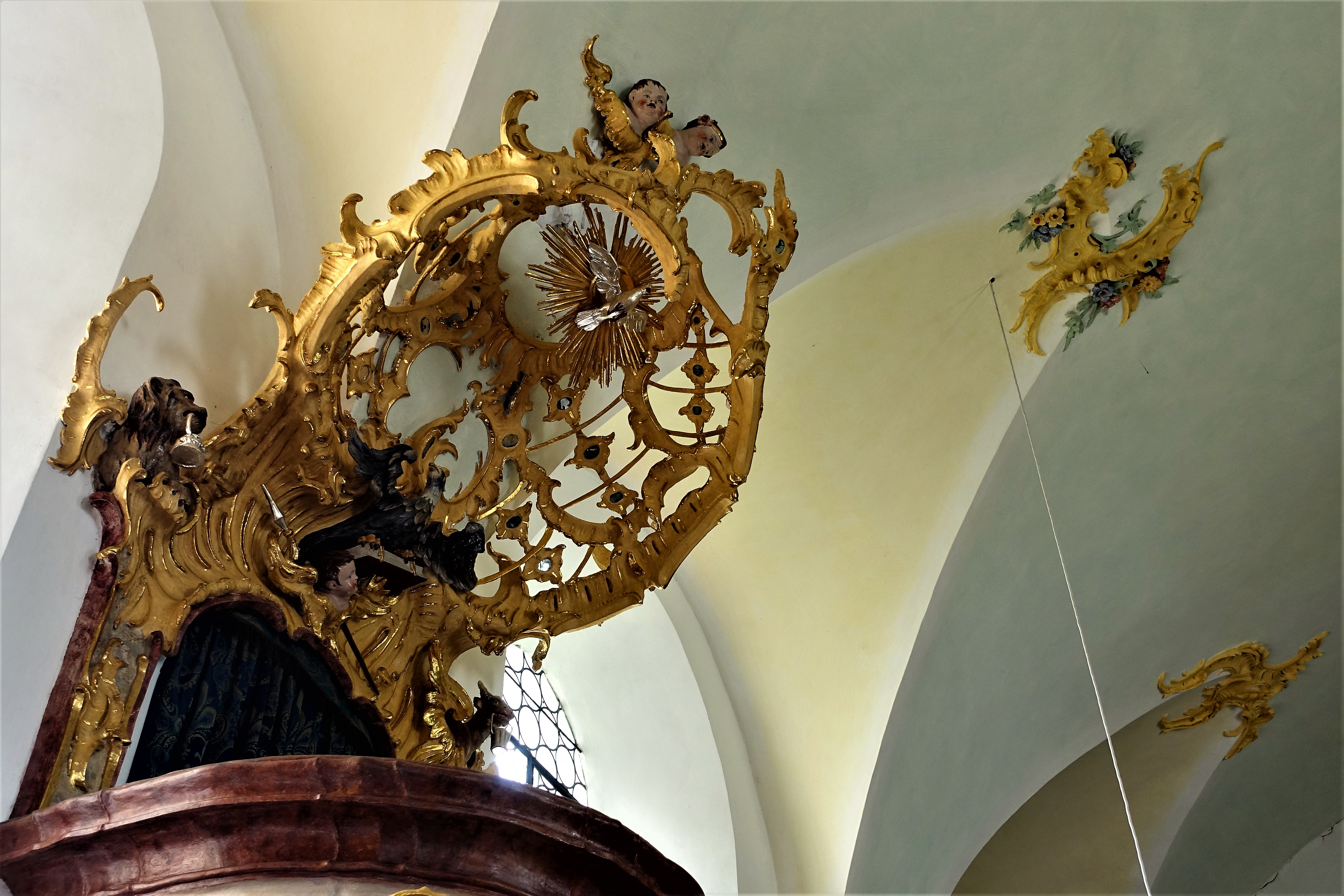
Schalldeckel

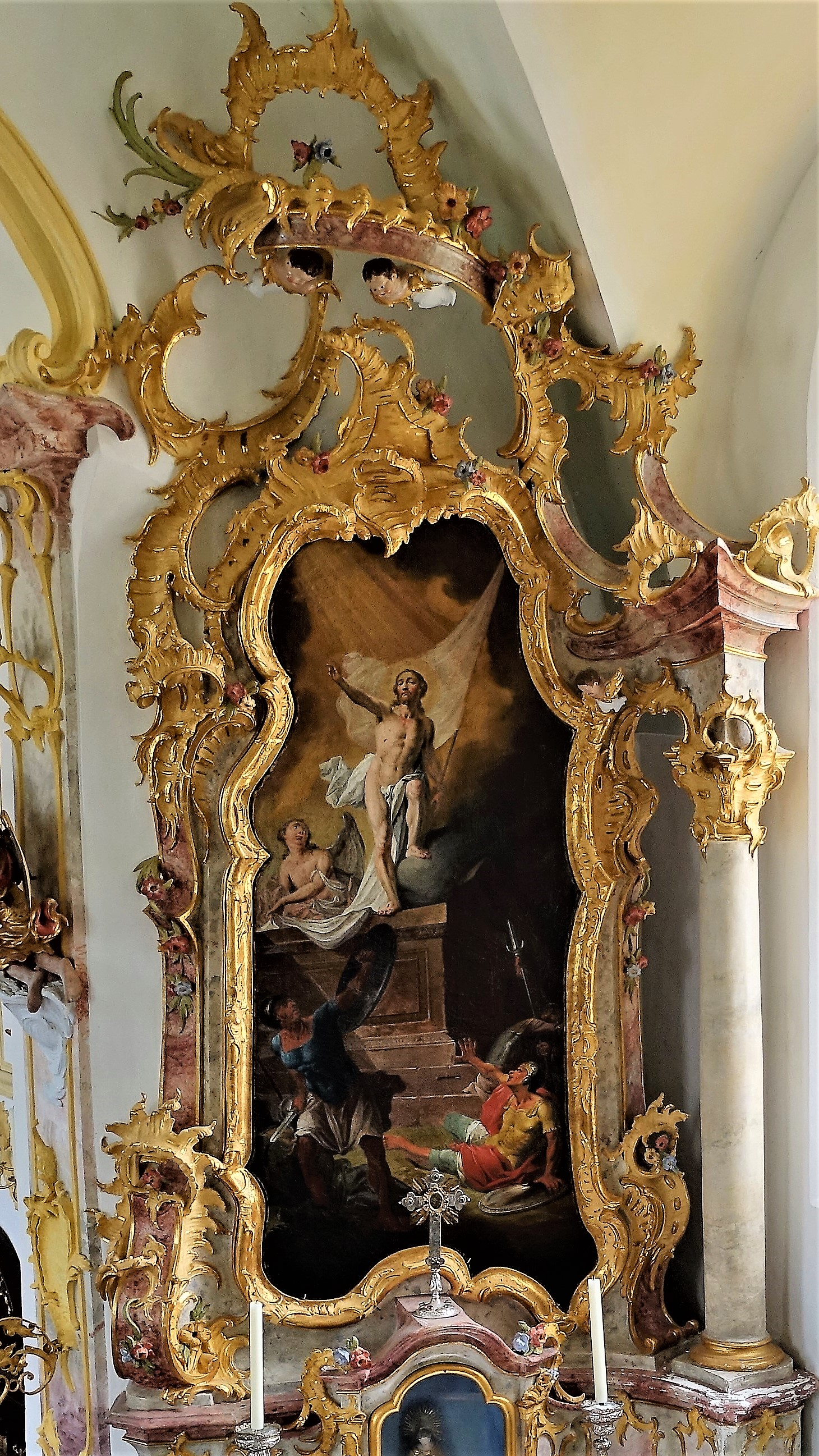
Seitenaltar

Die Pfarrkirche St. Mariä Geburt in Eschlbach, einem Ortsteil der Gemeinde Bockhorn im Landkreis Erding (Oberbayern), ist eine Kirche mit Rokoko-Ausstattung.
Sie gehört neben St. Johannes der Täufer (Oppolding) und St. Bartholomäus (Hörgersdorf) zu den drei bekanntesten Rokokokirchen im Landkreis Erding. Alle drei stehen in einer Entfernung von weniger als fünf Kilometern zueinander.

## Bauwerk
1679/80 wurde die im Kern spätgotische Saalkirche (um 1500) von Hans Kogler aus Erding umgebaut, der Turmoberteil wurde von dessen Sohn Anton Kogler fertiggestellt. Der dreiseitig schließende, eingezogene Chor hat dreieckige Strebepfeiler. Der Westturm besitzt ein gegliedertes quadratisches Oberteil und eine Zwiebelhaube.

## Ausstattung
Auf Veranlassung von Max Ludwig Dapsal, der 1745–87 als Pfarrer in Eschlbach wirkte, wurde die Ausstattung im Stil des Rokoko umgestaltet.
Das Deckengemälde im Chor von 1765 stellt die sogenannte Große Litanei dar: Maria empfiehlt die Gebete der Menschheit Christus und Gottvater, um. Drei Altäre und die Kanzel sind in Rokoko-Formen gehalten. Der Hochaltar von Matthias Fackler, um 1765, ist ohne tektonischen Aufbau aus verschlungenen Rocaille-Formen gebildet. In der Mitte findet sich eine fast lebensgroße Regina caeli.
Die asymmetrischen Seitenaltäre aus Stuckmarmor stammen von Johann Anton Pader. Die Kanzel wurde von Matthias Fackler mit gerundetem, rocaillebesetztem Korb und gitterartig durchbrochenem Schalldeckel gestaltet.
1961 erfolgte eine Renovierung.